# Djogob
Djogob est un village du Cameroun, situé dans la région du Centre et le département du Nyong-et-Kéllé. Il est rattaché à la commune d'Éséka. 

## Géographie
Le nom du village est aussi celui du cours d'eau qui l'arrose, le Djogob.

## Population
Lors du recensement de 2005, on y a dénombré 200 personnes.  